# Star Fox 2
Star Fox 2 (スターフォックス2, Sutā Fokkusu Tsū) é um jogo eletrônico shoot 'em up desenvolvido pela Nintendo Entertainment Analysis & Development e Argonaut Games. É uma sequência de Star Fox e foi originalmente desenvolvido para Super Nintendo Entertainment System. O título estava quase finalizado e programado para ser lançado em meados de 1995, porém foi cancelado por temores de ser graficamente inferior que os novos consoles de 32-bits de seus competidores. Pelas décadas seguintes, diversas imagens ROM do título vazaram na internet. Star Fox 2 foi finalmente lançado em 2017 como parte do Super NES Classic Edition, com uma versão para Nintendo Switch estreando em 2019 no serviço Nintendo Switch Online.